# Ron Heeren
Ron (R.M.A.) Heeren (Tilburg, 17 januari 1965) is een Nederlands wetenschapper. Heeren is met name bekend vanwege zijn pionierswerk op het gebied van innovatieve moleculaire beeldvormingstechnieken, met name de massaspectrometrie ("massamicroscoop"). Zijn werk is van praktisch belang voor innovatieve, gepersonaliseerde patiëntenzorg en moleculaire pathologie. Heeren is onder andere hoogleraar moleculaire beeldvorming aan de Universiteit Maastricht en wetenschappelijk directeur van het Maastricht MultiModal Molecular Imaging Institute.

## Biografie

### Opleiding
Na de middelbare school studeerde Heeren technische natuurkunde met als specialisatie plasmafysica aan de Universiteit van Amsterdam, waar hij in 1988? zijn doctoraal examen behaalde. In 1992 promoveerde hij aan dezelfde universiteit. Het promotieonderzoek betrof plasma-oppervlak-interacties en werd begeleid door prof. Aart Kleyn.

### Loopbaan
Van 1995 tot 2014 leidde Heeren een FOM/AMOLF-onderzoeksgroep die zich bezig hield met macromoleculaire ionenfysica en biomoleculaire massaspectrometriebeeldvorming. Daarnaast was hij van 2001 tot 2019 hoogleraar aan de scheikundefaculteit van de Universiteit Utrecht. Tussen 1995 en 2015 werkte hij voornamelijk aan nieuwe benaderingen van de massaspectrometrie door middel van secundaire ionenmassaspectrometrie (SIMS) en matrix-ondersteunde laserdesorptie en ionisatie (MALDI). In 1995-1997 was Heeren als projectleider nauw betrokken bij de toepassing van hoge resolutie massaspectrometrie in de conservatiewetenschap. Hij ontdekte en identificeerde verzeepte pigmentdeeltjes in zogenaamde 'uitsteeksels' in Rembrandts De anatomische les van Dr. Nicolaes Tulp in samenwerking met het Mauritshuis in Den Haag. In 2018 verrichtte hij een soortgelijke analyse van een verfschilfertje afkomstig van het Meisje met de parel van Johannes Vermeer.
In 2014 stapte Heeren, samen met een groot deel van zijn onderzoeksgroep, over naar de Universiteit Maastricht (UM), waar hij werd benoemd tot hoogleraar moleculaire beeldvorming aan de Faculty of Health, Medicine and Life Sciences, met een interfacultair onderzoeksprogramma. Daarnaast werd hij aangesteld als mededirecteur van het Maastricht MultiModal Molecular Imaging Institute, waar hij de afdeling Imaging Mass Spectrometry leidt. Heeren is aan de UM een van de vier 'universiteitshoogleraren' (distinguished professors), wat onder meer inhoudt dat hij gedeeltelijk vrijgesteld is van bepaalde administratieve taken en een grotere vrijheid heeft in de besteding van onderzoeksgelden. Zijn leerstoel, een zogenaamde Limburg Chair, wordt gesponsord door de Provincie Limburg, met de bedoeling om de samenwerking met het bedrijfsleven en de communicatie met een breed publiek te stimuleren. Daarnaast geeft Heeren gastcolleges aan de Universiteit van Amsterdam en de Vrije Universiteit Amsterdam.
Het onderzoek aan het Maastricht MultiModal Molecular Imaging Institute (M4I), waarvan Heeren sinds 2014, samen met Peter Peters, directeur is, stelt zich ten doel om nieuwe beeldvormingstechnieken zodanig toe te passen dat een 3D-beeld verkregen wordt van de interne structuur van een cel. Binnen M4I leidt Heeren de onderzoeksgroep die zich bezig houdt met beeldvorming door middel van massaspectrometrie (Imaging Mass Spectrometry). Zijn werk is op vele manieren toepasbaar. Zo kan aan de hand van één enkele haar worden vastgesteld aan welke chemische stoffen iemand op een dag is blootgesteld.

### Overige activiteiten
Heeren is in het bezit van negen octrooien en richtte twee spin-off bedrijven op: Omics2Image/ASI en Dutch Screening Group (waaronder Hair Diagnostix). Beide bedrijven zijn gevestigd op de Brightlands Maastricht Health Campus.
Van 2001 tot 2005 was Heeren voorzitter van de Nederlandse Vereniging voor Massaspectrometrie. Van 2008 tot 2013 was hij onderzoeksdirecteur voor opkomende technologieën bij het Netherlands Proteomics Centre in Utrecht. Heeren is een van de oprichters van de Mass Spectrometry Imaging Society, waarvan hij in 2017 voorzitter werd. In 2021 werd hij lid van de Koninklijke Nederlandse Akademie van Wetenschappen (KNAW).

## Publicaties
Heeren heeft meer dan 450 wetenschappelijke artikelen gepubliceerd, die meer dan 14.000 keer zijn geciteerd. Zijn Hirsch-index bedraagt 61.

## Prijzen
- 2002: Bert L. Schram Prijs, Nederlandse Vereniging voor Massaspectrometrie (NVMS)
- 2008: RCM Beynon Prize, Rapid Communications in Mass Spectrometry
- 2010: Distinguished Wiley Visiting Scientist award, Environmental Molecular Sciences Laboratory, Department of Energy, Richland, WA
- 2012: Award, Exploratory Measurement Science Group (EMSG), Universiteit van Edinburgh
- 2013: Winnaar 10e Venture Challenge, Netherlands Genomics Initiative
- 2019: NWO-Natuurkunde Valorisatieprijs 2019
- 2020: Thomson-medaille, International Mass Spectrometry Foundation, voor opmerkelijke bijdrage aan internationale massaspectrometrie
- 2020: Hans Fisher Senior Fellowship, Institute of Advanced Studies, Technische Universiteit München
- 2024: TUM Ambassador, Technische Universteit München[7]